# Freddy Rottier
Frédéric „Freddy“ Rottier (* 30. November 1925 in Brüssel-Vorst; † 28. Juli 1995) war ein belgischer Jazzmusiker (Schlagzeug). Jazz in Belgium zufolge war er in der zweiten Hälfte des 20. Jahrhunderts einer der meistbeschäftigten Schlagzeuger in der belgischen Jazzszene. Als vielseitiger Musiker konnte er in verschiedenen Stilen wie Modern Jazz, Funk oder Fusion überzeugen.

## Leben und Wirken
Rottier erhielt Unterricht von seinem Vater, dem Lehrer Willy Rottier. Zunächst war er Mitglied im Orchester von Robert De Kers, mit dem zwischen 1945 und 1950 mehrere Aufnahmen entstanden; 1946 war er auch mit Rud Wharton im Plattenstudio. In den 1950er Jahren gehörte zu den Bigbands von Jack Sels und Francis Bay; auch nahm er mit Toots Thielemans, mit Herman Sandy und mit Janot Morales auf. 1958 spielte er mit Etienne Verschueren, Willy Albimoor und Jean Warland die LP Jazz in Little Belgium ein.
In den 1960er Jahren spielte Rottier mit den Jungle Boys sowie The Waikiki’s und begleitete Caterina Valente. Daneben gehörte er zum Quintett, Quartett und der Bigband von Fats Sadi, mit dem er seit 1967 auch mehrere Alben aufnahm.
Mit dem Sextett von Etienne Verschueren trat Rottier beim Festival von Montreux Jazz Festival 1970 auf. 1972 war er an Philip Catherines Debütalbum Stream beteiligt. Zudem war er Mitglied der Fusionband Placebo von Marc Moulin (Auftritt beim Montreux Jazz Festival 1971, mehrere Alben, z. T. auf CD wiederveröffentlicht). 1975 entstand das Album Piano Viberations (KPM) im Quartett des Pianisten Francis Coppieters mit Sadi und Roger Vanhaverbeke. Mit Nic Fissette, Etienne Verschueren, Tony Bauwens und Roger Van Haverbeke bildete er die Bop Friends, die 1977 und 1980 Live-Alben veröffentlichten.
Mit Etienne Verschueren (im Quartett mit Charles Loos) nahm Rottier 1983 das Album Early Spring auf (das auf CD wiederveröffentlicht wurde). Aufnahmen entstanden auch mit der BRT Big Band. 1988 gehörte er zum Sadi Nonett. Auf Tourneen war er auch mit dem Golden Gate Quartet und mit Sacha Distel.
In den 1990er Jahren gehörte Rottier zum New Look Trio von Roger Vanhaverbeke, das Solisten wie Clark Terry, Dany Doriz, Gianni Basso, Bill Skeat oder Judy Niemack begleitete und mehrere Alben einspielte. Weiterhin ist er auf Platten von Jon Eardley, Jack van Poll, Fud Candrix, Siegfried Schwab, Stella Marrs, der Belgian Big Band und dem The St. Tropez Jazz Octett zu hören.